# Familie Journal
Familie Journal (egentlig Illustreret Familie Journal og senere Familie Journalen) er et dansk familieugeblad der er udkommet siden 7. januar 1877, det blev grundlagt samme år af Carl Aller og hans kone, Laura Aller, der blev dets første redaktører. Siden 1930 har bladet været udgivet af Aller Press.
Bladet henvendte sig fra begyndelsen særligt til småborgerskabet med underholdningsstof, bl.a. i form af noveller samt oplysende artikler om bl.a. madlavning. Det blev hurtigt en oplagssucces og er indholdsmæssigt senere blevet udvidet med livsstilsstof og brevkasser. Disse brevkasser har været haft forskellige eksperter som f.eks. zoologen Jens Olesen i naturbrevkassen.
Familie Journal udkommer i et oplag på 149.569  (2. halvår 2014). Det har de senere år oplevet en massiv oplagstilbagegang; i 1. halvår 2007 udkom det således i 204.000 eksemplarer. Efter at have været Danmarks største ugeblad blev Familie Journal i midten af 1980'erne overhalet af SE og HØR, men har siden generobret førerpositionen.[kilde mangler]
Chefredaktører igennem tiden har været Laura Aller, Valdemar Aller, Mogens Aller, Aage Grauballe, Anker Svendsen-Tune, Peter Dall og siden januar 2009 Anette Kokholm.